# Verfassungsreferendum in Palau 2020
Das Verfassungsreferendum in Palau 2020 (constitutional referendum) wurde am 1. Mai 2020 in Palau durchgeführt. Das Referendum betraf eine Verfassungsänderung zum Artikel 1 der Verfassung, wodurch die Definition der Seegrenzen geändert wurde. Der Vorschlag wurde von 97 % der Wahlteilnehmer angenommen.

## Änderung
Die Änderung betraf den Abschnitt (b) des Artikel 1, Section 1. Die Definition der Seegrenze erfolgt dadurch in Abschnitt (a). Präsident Thomas Remengesau Jr. wollte dadurch die Gebietsansprüche des Landes und seine Verhandlungsposition mit anderen Ländern stärken.
Artikel 1, Section 1 lautet daher:
- Die Republik Palau soll die Jurisdiktion und Hoheit über sein Territorium haben, welches aus allen inseln, Atollen, Riffen und Sandbänken besteht, welche traditionell zum Palauischen Archipel gehören inklusive dem Ngeruangel Riff und Kayangel Island im Norden, und Hatohobei Island (Tobi Island) und Hocharihie (Helen’s Riff) im Süden und allen angrenzenden Landgebieten und dazwischen, und ebenso, bestehend aus den internationalen Gewässern und Archipel-Gewässern innerhalb dieser Landgebiete, den territorialen Gewässern rund um diese Landgebiete, und dem Luftraum über diesen Land- und Seegebieten, die sich bis an die exklusive Wirtschaftszone von zweihundert (200) nautischen Meilen erstreckt, sofern sie nicht durch andere bilaterale Vereinbarungen oder durch internationales Recht beschränkt oder erweitert wird.[1]

Gestrichen wurde der Absatz:
- (b) die geraden Grundlinien des Archipels, von denen die Breiten der marinen Zonen für den Archipel von Palau gemessen werden, sollen vom nördlichsten Punkt des Ngeruangel Riffs aus gezogen werden, von dort nach Osten zum nördlichsten Punkt von Kayangel Island und rund um die Insel zu ihrem östlichsten Punkt, südlich zum östlichsten Punkt des Babeldaob Barrier Riffs, südlich zum östlichsten Punkt von Angaur Island und dann rund um die Insel an ihren westlichsten Punkt, von dort an den westlichsten Punkt von Ngeruangel Riff und dann rund um das Riff bis zum Ausgangspunkt. Die normale Grundlinie, von der die Breiten der maritimen Zonen für die Südwest-Inseln gemessen werden, sollen von den Inseln Fanna, Sonsorol (Dongosaro), Pulo Anna und Merir, und von der Insel Hatohobei (Tobi Island, inklusive Hocharihic (Helen’s Riff) gezogen werden.[2]

## Ergebnis
Die Änderung wurde von 97 % der Abstimmenden angenommen, mit einer klaren Mehrheit in allen 16 Staaten von Palau.
| Wahl                     | Stimmen | %     |
| ------------------------ | ------- | ----- |
| Für                      | 4.343   | 96.79 |
| Gegen                    | 144     | 3.41  |
| Ungültige                |         | –     |
| Gesamt                   | 4.487   | 100   |
| Stimmberechtigte         | 16.420  |       |
| Source: Direct Democracy |         |       |